# Доња Враштица
Доња Враштица (мкд. Долна Враштица) је насеље у Северној Македонији, у југоисточном делу државе. Доња Враштица је у саставу општине Конче.

## Географија
Доња Враштица је смештена у југоисточном делу Северне Македоније. Од најближег града, Радовишта, насеље је удаљено 20 km југозападно.
Насеље Доња Враштица се налази у историјској области Лукавица. Насеље је положено у долини реке Криве Лукавице, на приближно 460 метара. Долина је затворена планинама, па се западно од насеља издиже Конечка планина, ка југу Градешка планина, а ка истоку Смрдеш. Поред села је успостављено вештачко Мантово језеро, због ког је село плански исељено. 
Месна клима је континентална, са утицајем Егејског мора (жарка лета).

## Становништво
Доња Враштица је према последњем попису из 2002. године била без становника.
Претежно становништво били су етнички Македонци. 
Већинска вероисповест месног становништва била је православље.